# Handbal la Jocurile Olimpice de vară din 2016 – Calificări turneul masculin
Calificarea Turneul Olimpic de Handbal Masculin din 2016 are loc din ianuarie 2015 până în aprilie 2016. Douăsprezece echipe se vor califica: țara gazdă, campioana mondială, patru campioane continentale și șase echipe din turneele olimpice de calificare.

## Sumarul calificărilor
| Modalitate de calificare           | Data                           | Gazda     | Locuri | Calificate |
| ---------------------------------- | ------------------------------ | --------- | ------ | ---------- |
| Țara gazdă                         | 2 octombrie 2009               | Copenhaga | 1      | Brazilia   |
| Campionatul Mondial 2015           | 15 ianuarie – 1 februarie 2015 | Qatar     | 1      | Franța     |
| Jocurile Pan Americane 2015        | 16–25 iulie 2015               | Toronto   | 1      | Argentina  |
| Turneul de Calificare Asiatic 2015 | 14–27 noiembrie 2015           | Doha      | 1      | Qatar      |
| Campionatul European 2016          | 15–31 ianuarie 2016            | Polonia   | 1      | Germania   |
| Campionatul African 2016           | 21–30 ianuarie 2016            | Egipt     | 1      | Egipt      |
| Turneul Olimpic de calificare 2016 | 8–10 aprilie 2016              | Gdańsk    | 2      | Polonia    |
| Turneul Olimpic de calificare 2016 | 8–10 aprilie 2016              | Gdańsk    | 2      | Tunisia    |
| Turneul Olimpic de calificare 2016 | 8–10 aprilie 2016              | Malmö     | 2      | Slovenia   |
| Turneul Olimpic de calificare 2016 | 8–10 aprilie 2016              | Malmö     | 2      | Suedia     |
| Turneul Olimpic de calificare 2016 | 8–10 aprilie 2016              | Herning   | 2      | Danemarca  |
| Turneul Olimpic de calificare 2016 | 8–10 aprilie 2016              | Herning   | 2      | Croația    |
| Total                              | Total                          | Total     | 12     |            |

## Legendă pentru modalitatea de calificare
|  | Calificată pentru Jocurile Olimpice de vară din 2016 de la Campionatul Mondial       |
|  | Calificată pentru Jocurile Olimpice de vară din 2016 de la Campionatele continentale |
|  | Calificată pentru Turneul Olimpic de calificare 2016 de la Campionatul Mondial       |
|  | Calificată pentru Turneul Olimpic de calificare 2016 de la Campionatele continentale |

## Țara gazdă
- Brazilia

## Campionatul Mondial
| Loc | Echipa                |
| --- | --------------------- |
| 1   | Franța                |
| 2   | Qatar                 |
| 3   | Polonia               |
| 4   | Spania                |
| 5   | Danemarca             |
| 6   | Croația               |
| 7   | Germania              |
| 8   | Slovenia              |
| 9   | Macedonia de Nord     |
| 10  | Suedia                |
| 11  | Islanda               |
| 12  | Argentina             |
| 13  | Austria               |
| 14  | Egipt                 |
| 15  | Tunisia               |
| 16  | Brazilia              |
| 17  | Cehia                 |
| 18  | Belarus               |
| 19  | Rusia                 |
| 20  | Bosnia și Herțegovina |
| 21  | Iran                  |
| 22  | Arabia Saudită        |
| 23  | Chile                 |
| 24  | Algeria               |

## Calificări continentale

### Europa (Primul continent din clasament)
| Loc | Echipă            |
| --- | ----------------- |
| 1   | Germania          |
| 2   | Spania            |
| 3   | Croația           |
| 4   | Norvegia          |
| 5   | Franța            |
| 6   | Danemarca         |
| 7   | Polonia           |
| 8   | Suedia            |
| 9   | Rusia             |
| 10  | Belarus           |
| 11  | Macedonia de Nord |
| 12  | Ungaria           |
| 13  | Islanda           |
| 14  | Slovenia          |
| 15  | Serbia            |
| 16  | Muntenegru        |

### Asia (Al doilea continent din clasament)
Competiția s-a desfășurat la Doha, Qatar.
Toate orele sunt locale (UTC+3).

#### Turul preliminar

##### Grupa A
| Loc | Echipa        | MJ | V | E | Î | GM  | GP  | DG  | Pct | Calificare               |
| --- | ------------- | -- | - | - | - | --- | --- | --- | --- | ------------------------ |
| 1   | Bahrain       | 4  | 4 | 0 | 0 | 142 | 81  | +61 | 8   | Calificare în semifinale |
| 2   | Coreea de Sud | 4  | 3 | 0 | 1 | 124 | 90  | +34 | 6   | Calificare în semifinale |
| 3   | Irak          | 4  | 2 | 0 | 2 | 103 | 105 | −2  | 4   |                          |
| 4   | China         | 4  | 1 | 0 | 3 | 101 | 135 | −34 | 2   |                          |
| 5   | Australia     | 4  | 0 | 0 | 4 | 70  | 129 | −59 | 0   |                          |

| 15 noiembrie 2015 17:00 | Irak   | 20–26 | Coreea de Sud | Duhail Handball Sports Hall, Doha |
| 15 noiembrie 2015 17:00 | (8–11) |       |               | Duhail Handball Sports Hall, Doha |
| 15 noiembrie 2015 17:00 |        |       |               | Duhail Handball Sports Hall, Doha |

| 15 noiembrie 2015 19:00 | China  | 29–24 | Australia | Duhail Handball Sports Hall, Doha |
| 15 noiembrie 2015 19:00 | (17–8) |       |           | Duhail Handball Sports Hall, Doha |
| 15 noiembrie 2015 19:00 |        |       |           | Duhail Handball Sports Hall, Doha |

| 17 noiembrie 2015 17:00 | China   | 24–43 | Bahrain | Duhail Handball Sports Hall, Doha |
| 17 noiembrie 2015 17:00 | (11–20) |       |         | Duhail Handball Sports Hall, Doha |
| 17 noiembrie 2015 17:00 |         |       |         | Duhail Handball Sports Hall, Doha |

| 17 noiembrie 2015 19:00 | Irak   | 32–19 | Australia | Duhail Handball Sports Hall, Doha |
| 17 noiembrie 2015 19:00 | (17–7) |       |           | Duhail Handball Sports Hall, Doha |
| 17 noiembrie 2015 19:00 |        |       |           | Duhail Handball Sports Hall, Doha |

| 19 noiembrie 2015 17:00 | Bahrain | 35–16 | Irak | Duhail Handball Sports Hall, Doha |
| 19 noiembrie 2015 17:00 | (18–5)  |       |      | Duhail Handball Sports Hall, Doha |
| 19 noiembrie 2015 17:00 |         |       |      | Duhail Handball Sports Hall, Doha |

| 19 noiembrie 2015 19:00 | Australia | 16–35 | Coreea de Sud | Duhail Handball Sports Hall, Doha |
| 19 noiembrie 2015 19:00 | (7–18)    |       |               | Duhail Handball Sports Hall, Doha |
| 19 noiembrie 2015 19:00 |           |       |               | Duhail Handball Sports Hall, Doha |

| 21 noiembrie 2015 17:00 | Coreea de Sud | 33–23 | China | Duhail Handball Sports Hall, Doha |
| 21 noiembrie 2015 17:00 | (17–8)        |       |       | Duhail Handball Sports Hall, Doha |
| 21 noiembrie 2015 17:00 |               |       |       | Duhail Handball Sports Hall, Doha |

| 21 noiembrie 2015 19:00 | Bahrain | 33–11 | Australia | Duhail Handball Sports Hall, Doha |
| 21 noiembrie 2015 19:00 | (21–3)  |       |           | Duhail Handball Sports Hall, Doha |
| 21 noiembrie 2015 19:00 |         |       |           | Duhail Handball Sports Hall, Doha |

| 23 noiembrie 2015 17:00 | Irak    | 35–25 | China | Duhail Handball Sports Hall, Doha |
| 23 noiembrie 2015 17:00 | (17–13) |       |       | Duhail Handball Sports Hall, Doha |
| 23 noiembrie 2015 17:00 |         |       |       | Duhail Handball Sports Hall, Doha |

| 23 noiembrie 2015 19:00 | Bahrain | 31–30 | Coreea de Sud | Duhail Handball Sports Hall, Doha |
| 23 noiembrie 2015 19:00 | (12–19) |       |               | Duhail Handball Sports Hall, Doha |
| 23 noiembrie 2015 19:00 |         |       |               | Duhail Handball Sports Hall, Doha |

##### Grupa B
| Loc | Echipa         | MJ | V | E | Î | GM  | GP  | DG  | Pct | Calificare            |
| --- | -------------- | -- | - | - | - | --- | --- | --- | --- | --------------------- |
| 1   | Qatar          | 5  | 5 | 0 | 0 | 177 | 88  | +89 | 10  | Advance to semifinals |
| 2   | Iran           | 5  | 4 | 0 | 1 | 150 | 132 | +18 | 8   | Advance to semifinals |
| 3   | Japonia        | 5  | 3 | 0 | 2 | 150 | 128 | +22 | 6   |                       |
| 4   | Arabia Saudită | 5  | 2 | 0 | 3 | 126 | 135 | −9  | 4   |                       |
| 5   | Oman           | 5  | 1 | 0 | 4 | 140 | 167 | −27 | 2   |                       |
| 6   | Uzbekistan     | 5  | 0 | 0 | 5 | 101 | 194 | −93 | 0   |                       |

| 14 noiembrie 2015 15:00 | Japonia | 27–19 | Arabia Saudită | Duhail Handball Sports Hall, Doha |
| 14 noiembrie 2015 15:00 | (16–13) |       |                | Duhail Handball Sports Hall, Doha |
| 14 noiembrie 2015 15:00 |         |       |                | Duhail Handball Sports Hall, Doha |

| 14noiembrie 2015 17:00 | Oman    | 31–39 | Iran | Duhail Handball Sports Hall, Doha |
| 14noiembrie 2015 17:00 | (14–18) |       |      | Duhail Handball Sports Hall, Doha |
| 14noiembrie 2015 17:00 |         |       |      | Duhail Handball Sports Hall, Doha |

| 14 noiembrie 2015 19:00 | Uzbekistan | 9–49 | Qatar | Duhail Handball Sports Hall, Doha |
| 14 noiembrie 2015 19:00 | (4–24)     |      |       | Duhail Handball Sports Hall, Doha |
| 14 noiembrie 2015 19:00 |            |      |       | Duhail Handball Sports Hall, Doha |

| 16 noiembrie 2015 15:00 | Arabia Saudită | 29–23 | Oman | Duhail Handball Sports Hall, Doha |
| 16 noiembrie 2015 15:00 | (17–12)        |       |      | Duhail Handball Sports Hall, Doha |
| 16 noiembrie 2015 15:00 |                |       |      | Duhail Handball Sports Hall, Doha |

| 16 noiembrie 2015 17:00 | Uzbekistan | 18–33 | Iran | Duhail Handball Sports Hall, Doha |
| 16 noiembrie 2015 17:00 | (8–17)     |       |      | Duhail Handball Sports Hall, Doha |
| 16 noiembrie 2015 17:00 |            |       |      | Duhail Handball Sports Hall, Doha |

| 16 noiembrie 2015 19:00 | Japonia | 19–36 | Qatar | Duhail Handball Sports Hall, Doha |
| 16 noiembrie 2015 19:00 | (9–16)  |       |       | Duhail Handball Sports Hall, Doha |
| 16 noiembrie 2015 19:00 |         |       |       | Duhail Handball Sports Hall, Doha |

| 18 noiembrie 2015 15:00 | Iran    | 31–27 | Japonia | Duhail Handball Sports Hall, Doha |
| 18 noiembrie 2015 15:00 | (14–15) |       |         | Duhail Handball Sports Hall, Doha |
| 18 noiembrie 2015 15:00 |         |       |         | Duhail Handball Sports Hall, Doha |

| 18 noiembrie 2015 17:00 | Qatar   | 29–23 | Arabia Saudită | Duhail Handball Sports Hall, Doha |
| 18 noiembrie 2015 17:00 | (16–15) |       |                | Duhail Handball Sports Hall, Doha |
| 18 noiembrie 2015 17:00 |         |       |                | Duhail Handball Sports Hall, Doha |

| 18 noiembrie 2015 19:00 | Oman    | 39–33 | Uzbekistan | Duhail Handball Sports Hall, Doha |
| 18 noiembrie 2015 19:00 | (22–14) |       |            | Duhail Handball Sports Hall, Doha |
| 18 noiembrie 2015 19:00 |         |       |            | Duhail Handball Sports Hall, Doha |

| 20 noiembrie 2015 15:00 | Oman    | 27–35 | Japonia | Duhail Handball Sports Hall, Doha |
| 20 noiembrie 2015 15:00 | (15–18) |       |         | Duhail Handball Sports Hall, Doha |
| 20 noiembrie 2015 15:00 |         |       |         | Duhail Handball Sports Hall, Doha |

| 20 noiembrie 2015 17:00 | Arabia Saudită | 31–26 | Uzbekistan | Duhail Handball Sports Hall, Doha |
| 20 noiembrie 2015 17:00 | (19–13)        |       |            | Duhail Handball Sports Hall, Doha |
| 20 noiembrie 2015 17:00 |                |       |            | Duhail Handball Sports Hall, Doha |

| 20 noiembrie 2015 19:00 | Iran   | 17–32 | Qatar | Duhail Handball Sports Hall, Doha |
| 20 noiembrie 2015 19:00 | (8–16) |       |       | Duhail Handball Sports Hall, Doha |
| 20 noiembrie 2015 19:00 |        |       |       | Duhail Handball Sports Hall, Doha |

| 22 noiembrie 2015 15:00 | Qatar  | 31–20 | Oman | Duhail Handball Sports Hall, Doha |
| 22 noiembrie 2015 15:00 | (14–8) |       |      | Duhail Handball Sports Hall, Doha |
| 22 noiembrie 2015 15:00 |        |       |      | Duhail Handball Sports Hall, Doha |

| 22 noiembrie 2015 17:00 | Japonia | 42–15 | Uzbekistan | Duhail Handball Sports Hall, Doha |
| 22 noiembrie 2015 17:00 | (19–9)  |       |            | Duhail Handball Sports Hall, Doha |
| 22 noiembrie 2015 17:00 |         |       |            | Duhail Handball Sports Hall, Doha |

| 22 noiembrie 2015 19:00 | Iran    | 30–24 | Arabia Saudită | Duhail Handball Sports Hall, Doha |
| 22 noiembrie 2015 19:00 | (14–11) |       |                | Duhail Handball Sports Hall, Doha |
| 22 noiembrie 2015 19:00 |         |       |                | Duhail Handball Sports Hall, Doha |

#### Tur eliminatoriu
|  | Semifinale    | Semifinale |              |    | Finala | Finala |
|  |               |            |              |    |        |        |
|  | 25 noiembrie  |            |              |    |        |        |
|  |               |            |              |    |        |        |
|  | Bahrain       | 30         |              |    |        |        |
|  | Bahrain       | 30         | 27 noiembrie |    |        |        |
|  | Iran          | 35         |              |    |        |        |
|  | Iran          | 35         | Iran         | 19 |        |        |
|  | 25 noiembrie  |            | Iran         | 19 |        |        |
|  |               | Qatar      | 28           |    |        |        |
|  | Qatar         | Qatar      | 28           | 30 |        |        |
|  | Qatar         |            |              | 30 |        |        |
|  | Coreea de Sud | 26         |              |    |        |        |
|  | Coreea de Sud | 26         | Semifinale   |    |        |        |
|  |               |            |              |    |        |        |
|  | 27 noiembrie  |            |              |    |        |        |
|  |               |            |              |    |        |        |
|  | Bahrain       | 34         |              |    |        |        |
|  | Bahrain       | 34         |              |    |        |        |
|  | Coreea de Sud | 21         |              |    |        |        |

Meciuri pentru locul 5
|  | Semifinale     | Semifinale |                |    | Finala | Finala |
|  |                |            |                |    |        |        |
|  | 25 noiembrie   |            |                |    |        |        |
|  |                |            |                |    |        |        |
|  | Irak           | 31         |                |    |        |        |
|  | Irak           | 31         | 26 noiembrie   |    |        |        |
|  | Arabia Saudită | 33         |                |    |        |        |
|  | Arabia Saudită | 33         | Arabia Saudită | 27 |        |        |
|  | 25 noiembrie   |            | Arabia Saudită | 27 |        |        |
|  |                | Japonia    | 38             |    |        |        |
|  | Japonia        | Japonia    | 38             | 40 |        |        |
|  | Japonia        |            |                | 40 |        |        |
|  | China          | 24         |                |    |        |        |
|  | China          | 24         | Semifinale     |    |        |        |
|  |                |            |                |    |        |        |
|  | 26 noiembrie   |            |                |    |        |        |
|  |                |            |                |    |        |        |
|  | Irak           | 38         |                |    |        |        |
|  | Irak           | 38         |                |    |        |        |
|  | China          | 27         |                |    |        |        |

##### Semifinala pentru locurile 9–11
| 25 noiembrie 2015 10:00 | Australia | 30–25 | Uzbekistan | Duhail Handball Sports Hall, Doha |
| 25 noiembrie 2015 10:00 | (17–14)   |       |            | Duhail Handball Sports Hall, Doha |
| 25 noiembrie 2015 10:00 |           |       |            | Duhail Handball Sports Hall, Doha |

##### Semifinale pentru locurile 5–8
| 25 noiembrie 2015 12:00 | Irak    | 31–33 | Arabia Saudită | Duhail Handball Sports Hall, Doha |
| 25 noiembrie 2015 12:00 | (17–19) |       |                | Duhail Handball Sports Hall, Doha |
| 25 noiembrie 2015 12:00 |         |       |                | Duhail Handball Sports Hall, Doha |

| 25 noiembrie 2015 14:00 | Japonia | 40–24 | China | Duhail Handball Sports Hall, Doha |
| 25 noiembrie 2015 14:00 | (17–10) |       |       | Duhail Handball Sports Hall, Doha |
| 25 noiembrie 2015 14:00 |         |       |       | Duhail Handball Sports Hall, Doha |

##### Semifinale
| 25 noiembrie 2015 16:00 | Bahrain | 30–35 | Iran | Duhail Handball Sports Hall, Doha |
| 25 noiembrie 2015 16:00 | (12–16) |       |      | Duhail Handball Sports Hall, Doha |
| 25 noiembrie 2015 16:00 |         |       |      | Duhail Handball Sports Hall, Doha |

| 25 noiembrie 2015 18:00 | Qatar  | 30–26 | Coreea de Sud | Duhail Handball Sports Hall, Doha |
| 25 noiembrie 2015 18:00 | (14–9) |       |               | Duhail Handball Sports Hall, Doha |
| 25 noiembrie 2015 18:00 |        |       |               | Duhail Handball Sports Hall, Doha |

##### Meciul pentru locul 9
| 26 noiembrie 2015 14:00 | Australia | 24–30 | Oman | Duhail Handball Sports Hall, Doha |
| 26 noiembrie 2015 14:00 | (11–11)   |       |      | Duhail Handball Sports Hall, Doha |
| 26 noiembrie 2015 14:00 |           |       |      | Duhail Handball Sports Hall, Doha |

##### Meciul pentru locul 7
| 26 noiembrie 2015 16:00 | Irak    | 38–27 | China | Duhail Handball Sports Hall, Doha |
| 26 noiembrie 2015 16:00 | (15–11) |       |       | Duhail Handball Sports Hall, Doha |
| 26 noiembrie 2015 16:00 |         |       |       | Duhail Handball Sports Hall, Doha |

##### Meciul pentru locul 5
| 26 noiembrie 2015 18:00 | Arabia Saudită | 27–38 | Japonia | Duhail Handball Sports Hall, Doha |
| 26 noiembrie 2015 18:00 | (17–14)        |       |         | Duhail Handball Sports Hall, Doha |
| 26 noiembrie 2015 18:00 |                |       |         | Duhail Handball Sports Hall, Doha |

##### Meciul pentru locul 3
| 27 noiembrie 2015 16:00 | Bahrain | 34–21 | Coreea de Sud | Duhail Handball Sports Hall, Doha |
| 27 noiembrie 2015 16:00 | (17–10) |       |               | Duhail Handball Sports Hall, Doha |
| 27 noiembrie 2015 16:00 |         |       |               | Duhail Handball Sports Hall, Doha |

##### Finala
| 27 noiembrie 2015 18:00 | Iran    | 19–28 | Qatar | Duhail Handball Sports Hall, Doha |
| 27 noiembrie 2015 18:00 | (11–15) |       |       | Duhail Handball Sports Hall, Doha |
| 27 noiembrie 2015 18:00 |         |       |       | Duhail Handball Sports Hall, Doha |

#### Clasament final
| Rank | Team           |
| ---- | -------------- |
| 1    | Qatar          |
| 2    | Iran           |
| 3    | Bahrain        |
| 4    | Coreea de Sud  |
| 5    | Japonia        |
| 6    | Arabia Saudită |
| 7    | Irak           |
| 8    | China          |
| 9    | Oman           |
| 10   | Australia      |
| 11   | Uzbekistan     |

### America (Al treilea continent din clasament)
| 1 | Brazilia             |
| 2 | Argentina            |
| 3 | Chile                |
| 4 | Uruguay              |
| 5 | Puerto Rico          |
| 6 | Cuba                 |
| 7 | Canada               |
| 8 | Republica Dominicană |

### Africa (Al patrulea continent din clasament)
| Loc | Echipa                    |
| --- | ------------------------- |
| 1   | Egipt                     |
| 2   | Tunisia                   |
| 3   | Angola                    |
| 4   | Algeria                   |
| 5   | Camerun                   |
| 6   | Maroc                     |
| 7   | Republica Democrată Congo |
| 8   | Congo                     |
| 9   | Libia                     |
| 10  | Nigeria                   |
| 11  | Gabon                     |
| 12  | Kenya                     |

## Turneele olimpice de calificare
Turneele olimpice de calificare au avut loc în perioada 8-10 aprilieieie 2016. Doar douăsprezece echipe care încă nu s-au calificat prin cele cinci competiții menționate mai sus pot juca în turnee:
- Primele șase echipe de la Campionatul Mondial care nu s-au calificat deja prin campionatele continentale sunt eligibile pentru a participa la turneu.
- Cele mai bine clasate echipe din fiecare continent de la Campionatul Mondial vor reprezenta continentul pentru a determina clasamentul pe continente. Primul continent clasat va primi două locuri în plus pentru turneu. Cel de-al doilea, al treilea și al patrulea continent vor primi câte un loc. Ultimul loc aparține unei echipe din zona Oceania, în cazul în care s-a clasat pe unul din locurile de la 8 la 12 la Campionatul Mondial. Cum nici o echipa din Oceania nu a îndeplinit această condiție, al doilea continent clasat a primit un loc în plus. Echipele care și-au câștigat deja locul lor prin clasamentul de la Campionatul Mondial, nu vor fi luate în considerare pentru a primi locuri prin criteriul continental.
- Cele douăsprezece echipe vor fi dispuse în trei urne de câte patru echipe, conform tabelului de mai jos. Primele două echipe din fiecare bazin se vor califica pentru Jocurile Olimpice 2016.

| Turneul Olimpic de calificare 2016 #1 | Turneul Olimpic de calificare 2016 #2                                                                                     | Turneul Olimpic de calificare 2016 #3                                                                                            |
| --- | --- | --- |
| - locul 3 de la Mondiale: Polonia - locul 9 de la Mondiale: Macedonia de Nord - locul 3 din America: Chile - locul 2 din Africa: Tunisia | - locul 4 de la Mondiale: Spania - locul 8 de la Mondiale: Slovenia - locul 2 din Asia: Iran - locul 8 din Europa: Suedia | - locul 5 de la Mondiale: Danemarca - locul 6 de la Mondiale: Croația - locul 2 din Europa: Norvegia - locul 3 din Asia: Bahrain |

### Turneul Olimpic de calificare 2016 #1
| Loc | Echipa            | MJ | V | E | Î | GM | GP  | DG  | Pct | Calificare                                       |
| --- | ----------------- | -- | - | - | - | -- | --- | --- | --- | ------------------------------------------------ |
| 1   | Polonia (H)       | 3  | 3 | 0 | 0 | 88 | 71  | +17 | 6   | Calificată la Jocurile Olimpice de vară din 2016 |
| 2   | Tunisia           | 3  | 2 | 0 | 1 | 91 | 83  | +8  | 4   | Calificată la Jocurile Olimpice de vară din 2016 |
| 3   | Macedonia de Nord | 3  | 1 | 0 | 2 | 76 | 84  | −8  | 2   |                                                  |
| 4   | Chile             | 3  | 0 | 0 | 3 | 83 | 100 | −17 | 0   |                                                  |

Toate orele sunt locale (UTC+2).
| 8 aprilieieie 2016 18:00 | Chile      | 29–35   | Tunisia      | Ergo Arena, Gdańsk / Sopot Asistență: 2.000 Arbitri: Kolahdouzan, Mousavian |
| 8 aprilieieie 2016 18:00 | Salinas 11 | (12–17) | Boughanmi 11 | Ergo Arena, Gdańsk / Sopot Asistență: 2.000 Arbitri: Kolahdouzan, Mousavian |
| 8 aprilieieie 2016 18:00 | 6× 4× 1×   |         | 8× 2×        | Ergo Arena, Gdańsk / Sopot Asistență: 2.000 Arbitri: Kolahdouzan, Mousavian |

| 8 aprilieieie 2016 20:30 | Polonia    | 25–20  | Macedonia de Nord | Ergo Arena, Gdańsk / Sopot Asistență: 10.000 Arbitri: Pálsson, Eliasson |
| 8 aprilieieie 2016 20:30 | Bielecki 7 | (13–9) | Lazarov 8         | Ergo Arena, Gdańsk / Sopot Asistență: 10.000 Arbitri: Pálsson, Eliasson |
| 8 aprilieieie 2016 20:30 | 4× 3×      |        | 5× 4×             | Ergo Arena, Gdańsk / Sopot Asistență: 10.000 Arbitri: Pálsson, Eliasson |

| 9 aprilieieie 2016 18:30 | Macedonia de Nord | 26–32   | Tunisia     | Ergo Arena, Gdańsk / Sopot Asistență: 4.500 Arbitri: Hansen, Gjeding |
| 9 aprilieieie 2016 18:30 | Lazarov 8         | (10–17) | Boughanmi 7 | Ergo Arena, Gdańsk / Sopot Asistență: 4.500 Arbitri: Hansen, Gjeding |
| 9 aprilieieie 2016 18:30 | 6× 3×             |         | 8× 2×       | Ergo Arena, Gdańsk / Sopot Asistență: 4.500 Arbitri: Hansen, Gjeding |

| 9 aprilieieie 2016 20:30 | Polonia         | 35–27   | Chile                     | Ergo Arena, Gdańsk / Sopot Asistență: 9,500 Arbitri: Pálsson, Eliasson |
| 9 aprilieieie 2016 20:30 | Daszek, Szyba 5 | (19–13) | Erw. Feuchtmann, Maurin 6 | Ergo Arena, Gdańsk / Sopot Asistență: 9,500 Arbitri: Pálsson, Eliasson |
| 9 aprilieieie 2016 20:30 | 7× 3×           |         | 9× 3×                     | Ergo Arena, Gdańsk / Sopot Asistență: 9,500 Arbitri: Pálsson, Eliasson |

| 10 aprilieieie 2016 18:00 | Macedonia de Nord | 30–27   | Chile              | Ergo Arena, Gdańsk / Sopot Asistență: 2,500 Arbitri: Hansen, Gjeding |
| 10 aprilieieie 2016 18:00 | Kosteski 6        | (17–14) | Erw. Feuchtmann 10 | Ergo Arena, Gdańsk / Sopot Asistență: 2,500 Arbitri: Hansen, Gjeding |
| 10 aprilieieie 2016 18:00 | 5× 3×             |         | 7× 3×              | Ergo Arena, Gdańsk / Sopot Asistență: 2,500 Arbitri: Hansen, Gjeding |

| 10 aprilieieie 2016 20:30 | Tunisia   | 24–28   | Polonia    | Ergo Arena, Gdańsk / Sopot Asistență: 6.500 Arbitri: Kolahdouzan, Mousavian |
| 10 aprilieieie 2016 20:30 | Bannour 5 | (13–15) | Bielecki 7 | Ergo Arena, Gdańsk / Sopot Asistență: 6.500 Arbitri: Kolahdouzan, Mousavian |
| 10 aprilieieie 2016 20:30 | 5× 4×     |         | 6× 3×      | Ergo Arena, Gdańsk / Sopot Asistență: 6.500 Arbitri: Kolahdouzan, Mousavian |

### Turneul Olimpic de calificare 2016 #2
| Loc | Echipa     | MJ | V | E | Î | GM | GP  | DG  | Pct | Calificare                                       |
| --- | ---------- | -- | - | - | - | -- | --- | --- | --- | ------------------------------------------------ |
| 1   | Slovenia   | 3  | 2 | 0 | 1 | 80 | 62  | +18 | 4   | Calificată la Jocurile Olimpice de vară din 2016 |
| 2   | Suedia (H) | 3  | 2 | 0 | 1 | 81 | 67  | +14 | 4   | Calificată la Jocurile Olimpice de vară din 2016 |
| 3   | Spania     | 3  | 2 | 0 | 1 | 83 | 70  | +13 | 4   |                                                  |
| 4   | Iran       | 3  | 0 | 0 | 3 | 59 | 104 | −45 | 0   |                                                  |

1. 1 2 3  Slovenia 2 pct., 47–45 GD; Suedia 2 pct., 47–48 GD; Spania 2 pct., 46–47 GD

| Situația în meciurile directe | Situația în meciurile directe | Situația în meciurile directe | Situația în meciurile directe | Situația în meciurile directe | Situația în meciurile directe | Situația în meciurile directe | Situația în meciurile directe | Situația în meciurile directe | Situația în meciurile directe | Situația în meciurile directe |
| Loc                           | Echipă                        | MJ                            | V                             | E                             | Î                             | GM                            | GP                            | GD                            | Pct                           | Calificare                    |
| ----------------------------- | ----------------------------- | ----------------------------- | ----------------------------- | ----------------------------- | ----------------------------- | ----------------------------- | ----------------------------- | ----------------------------- | ----------------------------- | ----------------------------- |
| 1                             | Slovenia                      | 2                             | 1                             | 0                             | 1                             | 47                            | 45                            | 2                             | 2                             | Calificată                    |
| 2                             | Suedia                        | 2                             | 1                             | 0                             | 1                             | 47                            | 48                            | -1                            | 2                             | Calificată                    |
| 3                             | Spania                        | 2                             | 1                             | 0                             | 1                             | 46                            | 47                            | -1                            | 2                             | Necalificată                  |

Toate orele sunt locale (UTC+2).
| 8 aprilieie 2016 17:00 | Spania   | 21–24   | Slovenia  | Malmö Arena, Malmö Asistență: 2.264 Arbitri: Horáček, Novotný |
| 8 aprilieie 2016 17:00 | Rivera 6 | (16–12) | Dolenec 6 | Malmö Arena, Malmö Asistență: 2.264 Arbitri: Horáček, Novotný |
| 8 aprilieie 2016 17:00 | 4× 3×    | Raport  | 7× 3×     | Malmö Arena, Malmö Asistență: 2.264 Arbitri: Horáček, Novotný |

| 8 aprilieie 2016 19:15 | Iran      | 19–34  | Suedia          | Malmö Arena, Malmö Asistență: 4.328 Arbitri: Nachevschi, Nikolov |
| 8 aprilieie 2016 19:15 | Nosrati 4 | (9–16) | trei jucători 6 | Malmö Arena, Malmö Asistență: 4.328 Arbitri: Nachevschi, Nikolov |
| 8 aprilieie 2016 19:15 | 3×        | Raport | 1× 3×           | Malmö Arena, Malmö Asistență: 4.328 Arbitri: Nachevschi, Nikolov |

| 9 aprilieie 2016 16:15 | Spania   | 37–23   | Iran           | Malmö Arena, Malmö Asistență: 4.288 Arbitri: Menezes, Pinto |
| 9 aprilieie 2016 16:15 | Ugalde 9 | (18–12) | Norouzinejad 6 | Malmö Arena, Malmö Asistență: 4.288 Arbitri: Menezes, Pinto |
| 9 aprilieie 2016 16:15 | 4×       | Raport  | 3×             | Malmö Arena, Malmö Asistență: 4.288 Arbitri: Menezes, Pinto |

| 9 aprilieie 2016 18:30 | Slovenia    | 23–24  | Suedia                    | Malmö Arena, Malmö Asistență: 8.653 Arbitri: Horáček, Novotný |
| 9 aprilieie 2016 18:30 | Kavtičnik 8 | (9–12) | Andersson, Gottfridsson 5 | Malmö Arena, Malmö Asistență: 8.653 Arbitri: Horáček, Novotný |
| 9 aprilieie 2016 18:30 | 5× 4×       | Raport | 5× 4×                     | Malmö Arena, Malmö Asistență: 8.653 Arbitri: Horáček, Novotný |

| 10 aprilieie 2016 16:30 | Suedia    | 23–25   | Spania   | Malmö Arena, Malmö Asistență: 8.253 Arbitri: Nachevschi, Nikolov |
| 10 aprilieie 2016 16:30 | Nilsson 6 | (11–12) | Rivera 9 | Malmö Arena, Malmö Asistență: 8.253 Arbitri: Nachevschi, Nikolov |
| 10 aprilieie 2016 16:30 | 6× 3×     | Raport  | 4×       | Malmö Arena, Malmö Asistență: 8.253 Arbitri: Nachevschi, Nikolov |

| 10 aprilieie 2016 18:45 | Slovenia | 33–17  | Iran           | Malmö Arena, Malmö Asistență: 655 Arbitri: Menezes, Pinto |
| 10 aprilieie 2016 18:45 | Marguč 8 | (17–8) | Norouzinejad 4 | Malmö Arena, Malmö Asistență: 655 Arbitri: Menezes, Pinto |
| 10 aprilieie 2016 18:45 | 3×       | Raport | 2×             | Malmö Arena, Malmö Asistență: 655 Arbitri: Menezes, Pinto |

### Turneul Olimpic de calificare 2016 #3
| Loc | Echipa        | MJ | V | E | Î | GM | GP | DG  | Pct | Calificare                                       |
| --- | ------------- | -- | - | - | - | -- | -- | --- | --- | ------------------------------------------------ |
| 1   | Danemarca (H) | 3  | 2 | 1 | 0 | 79 | 73 | +6  | 5   | Calificată la Jocurile Olimpice de vară din 2016 |
| 2   | Croația       | 3  | 2 | 0 | 1 | 84 | 71 | +13 | 4   | Calificată la Jocurile Olimpice de vară din 2016 |
| 3   | Norvegia      | 3  | 1 | 1 | 1 | 81 | 81 | 0   | 3   |                                                  |
| 4   | Bahrain       | 3  | 0 | 0 | 3 | 75 | 94 | −19 | 0   |                                                  |

Toate orele sunt locale (UTC+2).
| 8 aprilie 2016 18:00 | Norvegia    | 35–29   | Bahrain        | Jyske Bank Boxen, Herning Asistență: 8.700 Arbitri: Rashed, El-Sayed |
| 8 aprilie 2016 18:00 | Bjørnsen 10 | (16–15) | M. Al-Maqabi 6 | Jyske Bank Boxen, Herning Asistență: 8.700 Arbitri: Rashed, El-Sayed |
| 8 aprilie 2016 18:00 | 2× 3×       | Raport  | 1× 3× 1×       | Jyske Bank Boxen, Herning Asistență: 8.700 Arbitri: Rashed, El-Sayed |

| 8 aprilie 2016 20:30 | Danemarca | 28–24  | Croația  | Jyske Bank Boxen, Herning Asistență: 12.000 Arbitri: López, Ramírez |
| 8 aprilie 2016 20:30 | Hansen 8  | (11–9) | Štrlek 7 | Jyske Bank Boxen, Herning Asistență: 12.000 Arbitri: López, Ramírez |
| 8 aprilie 2016 20:30 | 3×        | Raport | 3× 4×    | Jyske Bank Boxen, Herning Asistență: 12.000 Arbitri: López, Ramírez |

| 9 aprilie 2016 18:00 | Croația  | 33–22   | Bahrain     | Jyske Bank Boxen, Herning Asistență: 4.000 Arbitri: Rashed, El-Sayed |
| 9 aprilie 2016 18:00 | Štrlek 8 | (14–14) | Al-Fardan 5 | Jyske Bank Boxen, Herning Asistență: 4.000 Arbitri: Rashed, El-Sayed |
| 9 aprilie 2016 18:00 | 6× 3×    | Raport  | 2× 3×       | Jyske Bank Boxen, Herning Asistență: 4.000 Arbitri: Rashed, El-Sayed |

| 9 aprilie 2016 20:30 | Danemarca | 25–25   | Norvegia        | Jyske Bank Boxen, Herning Asistență: 12.000 Arbitri: Ștefan, Stark |
| 9 aprilie 2016 20:30 | Hansen 5  | (12–13) | trei jucători 5 | Jyske Bank Boxen, Herning Asistență: 12.000 Arbitri: Ștefan, Stark |
| 9 aprilie 2016 20:30 | 3×        | Raport  | 3× 4×           | Jyske Bank Boxen, Herning Asistență: 12.000 Arbitri: Ștefan, Stark |

| 10 aprilie 2016 18:00 | Croația   | 27–21  | Norvegia | Jyske Bank Boxen, Herning Asistență: 4.000 Arbitri: López, Ramírez |
| 10 aprilie 2016 18:00 | Duvnjak 6 | (14–7) | Jøndal 6 | Jyske Bank Boxen, Herning Asistență: 4.000 Arbitri: López, Ramírez |
| 10 aprilie 2016 18:00 | 4× 2×     | Raport | 5× 3×    | Jyske Bank Boxen, Herning Asistență: 4.000 Arbitri: López, Ramírez |

| 10 aprilie 2016 20:30 | Bahrain             | 24–26   | Danemarca         | Jyske Bank Boxen, Herning Asistență: 5.500 Arbitri: Ștefan, Stark |
| 10 aprilie 2016 20:30 | Al-Salatna, Habib 4 | (12–12) | Mortensen, Svan 5 | Jyske Bank Boxen, Herning Asistență: 5.500 Arbitri: Ștefan, Stark |
| 10 aprilie 2016 20:30 | 6× 2×               | Raport  | 3× 2×             | Jyske Bank Boxen, Herning Asistență: 5.500 Arbitri: Ștefan, Stark |